# باراييفو
باراجيفو (Барајево) هي مدينة في بيوغراد في مقاطعة وسط صربيا في صربيا. ويبلغ عدد سكانها حوالي 9476 نسمة.